# USS Finback (SS-230)
USS Finback (SS-230) – amerykański okręt podwodny typu Gato, tj. pierwszego masowo produkowanego wojennego typu amerykańskich okrętów podwodnych. W trakcie wojny podwodnej na Pacyfiku przeprowadził 12 patroli bojowych w trakcie których zatopił japońskie jednostki o łącznej pojemności 69 383 ton.
2 września 1944 w pobliżu wyspy Chi Chi Jima odnalazł dryfującego na pontonie ratowniczym George’a Busha – późniejszego 41. prezydenta USA, który cztery godziny wcześniej wyskoczył na spadochronie z samolotu trafionego przez japońską obronę przeciwlotniczą; pozostali dwaj członkowie załogi samolotu zginęli.